# Herbert Fisher
Herbert Albert Laurens Fisher (Londra, 21 marzo 1865 – 18 aprile 1940) è stato un politico britannico.
Fu dal 1916 al 1922 Ministro dell'istruzione del Regno Unito; in tale veste emanò il Fisher Act, che prometteva finanziamenti alle università di provincia e tendeva ad una statalizzazione dell'istruzione.
Rettore dal 1925 a Oxford, fu ,in veste di storico, studioso del bonapartismo.